# Justus van Triëst

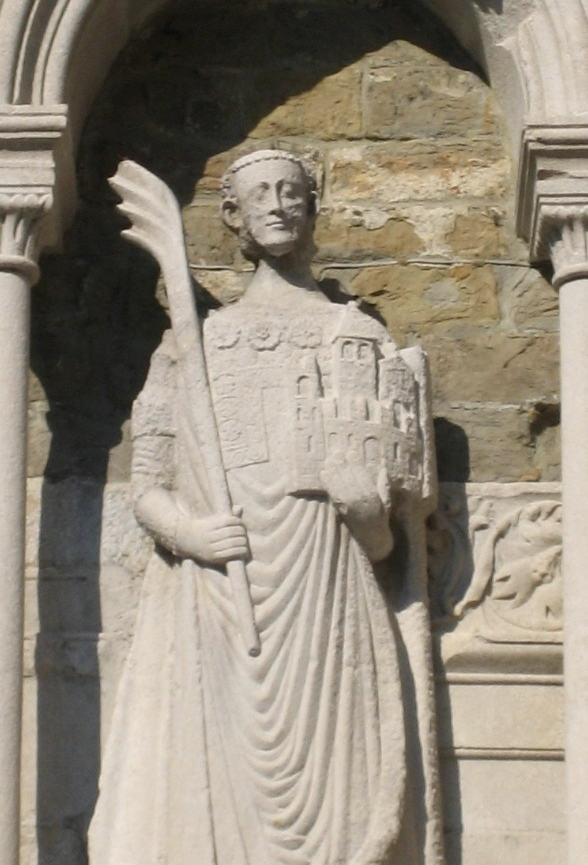
Standbeeld van Justus op de toren van de Kathedraal van Triëst

Justus van Triëst (Italiaans: San Giusto, † rond 303, Aquileia) is een martelaar en de patroonheilige van de Italiaanse stad Triëst.
Volgens de overlevering werd Justus tijdens de christenvervolgingen van Diocletianus ter dood gebracht rond 303 in Aquilea. Hij zou verzwaard met stenen in zee geworpen zijn. De traditie verhaalt van een priester Sebastiaan, die door visioen te weten kwam waar Justus aan land gespoeld was en hem vervolgens begroef. Oorspronkelijk was aan Justus van Triëst een eigen kerk gewijd. Vermoedelijk werd de kerk als begraafplaats van Justus beschouwd. Deze kerk van Sint-Justus werd in de 14e eeuw samengevoegd met de titelkerk van Maria-Tenhemelopneming, waardoor de huidige kathedraal van Triëst ontstond.
De schatkamer van de kathedraal van Sint-Justus bezit een 12e-eeuwse zijden doek met een afbeelding van de heilige. Afbeeldingen van hem komen verder voor in de apsis van de kathedraal, waar Justus als jongeling met de Heilige Servolus in een mozaïek is afgebeeld. Ook is er een standbeeld van de heilige geplaatst op de gevel van de toren. Justus wordt vereerd als heilige martelaar, zijn gedachtenis is steeds op 2 november. De verering beperkt zich tot de regio Triëst.